# Семиріченська область
43°15′ пн. ш. 76°54′ сх. д. / 43.25° пн. ш. 76.9° сх. д.
Семиріченська область (рос. Семиречинская область) — адміністративно-територіальна одиниця Російської імперії, Російської республіки і РРФСР у 1867–1924.

## Географія
Охоплювала регіон, що називається Семиріччя (південно-східнуий Казахстан і північний Киргизстан), Чуйську долину і гірські регіони Тянь-Шаню.
Знаходилася у південно-східній частині Туркестанського генерал-губернаторства. На півночі межувала з Семипалатинською областю, з півдня та сходу — Китаєм (по перевалу Бедель на південний захід Тянь-Шаньським хребтом), з заходу — Ферганською і Сирдар'їнською областями. Охоплювала територію озер Балхаш, Іссик-Куль, Ала-Куль.

## Історія

### Розвиток
У 1865 створена спеціальна Степова комісія, до якої увійшли представники міністерства внутрішніх справ, військового міністерства, місцеві представники. Ця комісія повинна була виробити проект реформ захоплених російською імперією земель Старшого жуза і киргизів.
У 1865—1866 комісією було складено проект з управління Казахським степом.
11 липня 1867 імператор Олександр II підписав «Тимчасове положення про управління в Семиріченській і Сирдар'їнській областях».
У 1909 почалися підготовчі роботу з початку великої програми переселення. Втім офіційний початок оголошено лише у 1912.

### Повстання
В липні 1916 в Семиріченській області спалахнуло повстання казахів й киргизів на чолі із Токаш Бокіном. Причиною став наказ про проведення примусової мобілізації корінного населення на тилові роботи (на той частривала Перша світова війна). Великі бойові зіткнення відбувалися в урочищі Аси, біля Кастека, Наринкола, Чарина, Курама, в Садир-Матайській волості Лепсінського повіту. Повстанці перервали поштовий тракт Вєрний — Пишпек.
У серпні до повсталих долучилися дунгани. В результаті боротьба перетворилася на суто національний конфлікт, доя кого ще доєдналися релігійні чинники. Обидві сторони жорстоко знищували противників, розстрілюючи полонених.
Напочатку вересня повстання було придушено. Знищені десятки аулів, вбито велику кількість повсталих місцевих жителів, більше 60 000 родин казахів, киргизів і дунган втекли до Китаю. Втім було досягнуто головне — замість 480 000 осіб на тилові роботи було відправлено лише 123 000.

### Після повалення царату
В ніч з 2 на 3 березня 1918 в Вєрном відбулося повстання більшовиків за участю революційно налаштованих семиріченських козаків 2 полку, в результаті чого органи Тимчасового уряду і Військовий Круг були розігнані. Владу перейняв військово-революційний комітет (ВРК). Невдовзі до Семиріччя повернулися 1-й Семиріченський козачий генерала Колпаковського полк, Семиріченський взвод Лейб-Гвардії Зведено-козацького полку і 2-а Семиріченська окрема козацька сотня, які перейшли на бік більшовиків. Після цього Семиречінський ВРК заарештував військового отамана Олександо Іонова і розпустив Військову раду.
30 квітня 1918 область стала частиною Туркестанської АРСР. Наприкінці 1918 сюди увійшли війська, пспрямовані О.Колчаком. У відповідьбільшовики утворили Семиріченський фронт. Бойові дії тривали до жовтня 1919, коли «червоні» зазнали поразки. У 1920 відновлено радянську владу.
22 жовтня 1922 область отримала назву Джетисуйська. 27 жовтня 1924 року в результаті національно-територіального розмежування розділена. Північна частина області стала Джетисуйською губернією Киргизької АРСР, південна — частиною Кара-Киргизької автономної області у складі РРФСР.

## Адміністративний устрій
Центром було місто Вєрний. На чолі області стояв військовий губернатор, йому підпорядокувався начальник обласного управління, що мав фактичний статус віце-губернатора. військовий губернатор Семиріченської області перебував під владою спочатку Туркестанського генерал-губернатора з1868 року, з 1891 року — Степового генерал-губернатора, а з 1899 року — знову Туркестанського генерал-губернатора.

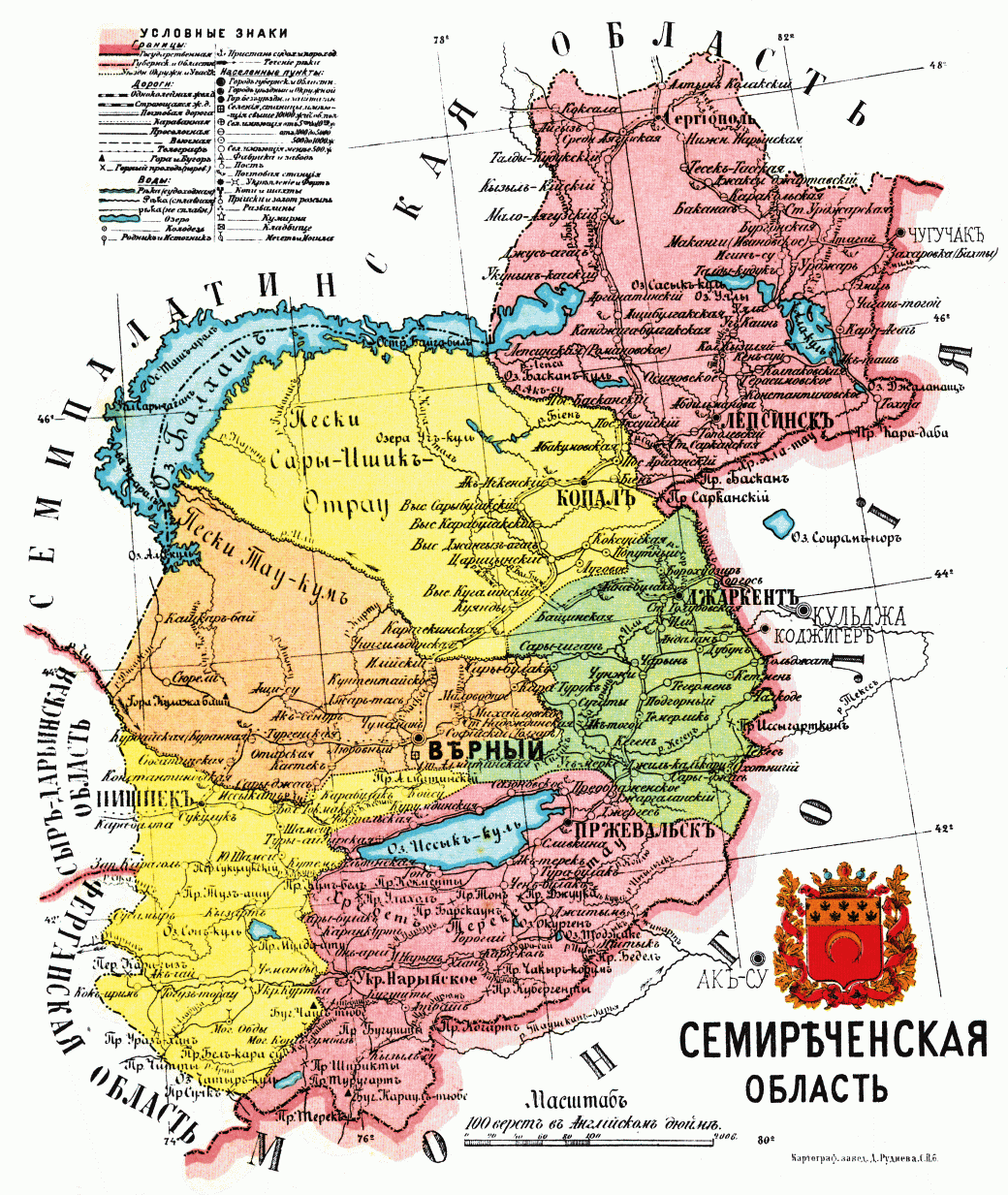
Поділ Семиріченської області на повіти

Область поділялася на 6 повітів (Вєрненський, Джаркентський, Копальський, Лепсінський, Пишпекський, Пржевальський). Начальника повітів призначав генерал-губернатор по представленню військового губернатора. Існували посади 2 помічників повітового начальника, що призначалися з числа місцевої знаті. Повітовому начальнику підпорядковувалися поліція, військові частини. Повіти ділилися на волості за територіальним принципом. Волості ділилися на адміністративні аули, що складалися з господарських аулів. В адміністративні аули входило від 100 до 200 кибиток; в волості від 1000 до 2000, іноді до 3000 кибиток. Волосні управителі і аульні старшини обиралися кожні 3 роки таємним голосуванням і затверджувалися вищим начальством. Султани забезпечувалися довічною пенсією і звільнялися від усяких податків. Великі селища і міста з корінним населенням поділялися на квартали, на чолі яких знаходився аксакал. Квартальні аксакали прирівнювалися до прав волосних управителів.
Для казаського і киргизького населення збереглися суди біїв і казіїв на основі адата і шаріату. Вони діяли на рівні аулу. Повітовий, військовий суди діяли на основі загальімперських законів і займалися такими справами, як державна зрада, опір владі, псування державного майна, вбивство посадових осіб.
Спеціальним Положенням 1870 замість підпорядкованості населення військовому губернатору і повітовим начальникам було впроваджено майже повне самоврядування Семиріченського козацького війська в станичних товариства. Семіречинські козацьке військо підпорядковувалося Головному управлінню козацьких військ, яке здійснювало керівництво через командувача військами Семиріченської області, який був водночас наказним отаманом.

### Військові губернатори
- Герасим Колпаківський (1867—1882)
- Олексій Фріде (1882—1887)
- Григорій Іванов (1887—1890)
- Михайло Іонов (1890—1907)
- Василь Покотило (1907—1908)
- Михайло Фольбаум (1908—1916)
- Андрій Кияшко (липень — листопад 1917)
- * Микола Щербаков (листопад 1917 — березень 1918)

### Голова Реввоєнради
- Олександр Шавров (1919)

### Військовий губернатор
- Микола Щербаков (1919—1920)

## Населення
За переписом 1897 року в області мешкало 987 863 жителів, з них у міських поселеннях — 62 974 осіб. У 1905 році населення області становило 1 070 600 осіб. Основу населення являли киргизи і казахи (794 815 осіб).
Заселення немісцевим населенням тривало повільно й неравномірно. 1868 року сюди було переселено 553 родини 9переважно з Воронізької губернії), 1869 року — 1004, 1870 року — 981. Більшість з них були купцями 3-ї гільдії й міщанами. В цей періодпереселення регулювалися «Положенням про облаштування в Семіречинській області сільських поселень» 1869 року.
У Семиріччі царський уряд вільно розпоряджався землями кочівників, не зважаючи на їх потреби. У 1889 р на Семиріччя був поширений закон про заборону переселень до області, що було викликано не відповідністю переселенського руху наміченим планам. Внаслідок голоду 1891—1892 років в губерніях Європейської Росії потік переселенців не припинявся, але місцеве керівництво не було до цього готовим. Тому 1895 року виданонове розпорядження, що суворо заборянло переселення до Семиріченської області. Про самовільна колонізація тривала. В період столипінських реформ переселення до області набуло масового характеру.
На 1897 рік мешкало 76 839 росіян (на 1910 рік — 188.016 осіб, 1913 рік — 350 тис.), які поділялися на селян та козаків. За даними на початок 1914 року в складі Семиріченського козачого війська було 19 станиць і 15 висілків, з населенням 22473 військового стану.
Іншими народами області були: українці — 18 611, ілійські уйгури — 55 999, сарти — 14 895, китайці (переважно дунгани) — 14 130, поволзькі татари — 8 353, калмики в Пржевальському повіті. До 1880-х років на території області мешкала невеличка частка бухарських жидів. Формувалися крім того невеличкі німецькі колонії.

## Економіка
Основу становило землеробство (злакові, тютюн) і торгівля. Вирощування хліба та виробництва борошна стало важливою статтею прибутків. Вважалося, що Семиріченська область здатна нагодувати хлібом значну частину Середньої Азії. Значними землями володіли казахські та киргизькі баї, семиріченські козаки. Після придушення антиросійського повстання 1916 року влада відібрала земельні наділи казахів, киргизів і розподілили між
переселенцями.
Також було розвинено скотарство і садівництво, насамперед виноробство, баштанство, вирощування фруктів (передусім яблук). Невеличку частину становили шовководство і бджолярство. У 1910-х роках починають діяльність підприємства з виготовлення будівельних матеріалів. Серед місцевих народів також були поширені кустарні промисли.
На 1910 рік існувало 7956 торгівельно-промислових закладів з обсягом капіталу в 6,8 млн карб. Провідні належали купцям Шахворостовим, Бакировим, Деровим, Каїповим, Зенгерам.
Діяли Наринсько-Сергіопольська, Каркаринська, Бектурганська, Гаврилівська, Попутненська, Бахтинська, Чашунайська ярмарки, депереважно бувався продаж з боку місцевих народів худоби, шкір, овечої шерсті, переселенці продавали вироби майстерень, мануфактурні, бакалійні, парфюмерні товари, хутро, продукти землеробства, тощо. Значними торгівельними центрами були Вєрний і Зайцевське.
1913 року відбулася Семиріченська обласна сільськогосподарська і промислова виставка на честь 300-річчя царювання Будинку Романових.
Втім розвитку господарства торгівлі перешкоджало відсутність залізниці.

### Податки
З утворенням Семиріченської області змінилася податкова система. Кібіточний збір зріс з 1,5 карб. до 3 карб. з господарства, впроваджено загальний для імперії паспортний збір за 1 карб. 50 коп., який оплачували казахи, що йшли з аулу на заробітки. Запроваджено було утвримання волосного управителя, родових старшин, розсильних при них, що обходилося понад 300 карб. на рік. Також осіле населення платило харадж (1/10 частина врожаю), зекет (податок з товару, 1/40 частина їх вартості), танапну подать (з землі, з якої податки не могли збиратися натуральним чином). Для суспільних потреб стала збиратися «кара-шигін» (чорний податок) для ремонту доріг, мостів, будівництва мечетей і шкіл, утримання лікарень витрати в зв'язку з боротьбою з сельгосподарськими шкідниками. Податки збиралися родовими старшинами і волосними управителями, які здебільшого зловживали своєю владою. Іноді вони стягували їх кілька разів на рік.